# 和賀川

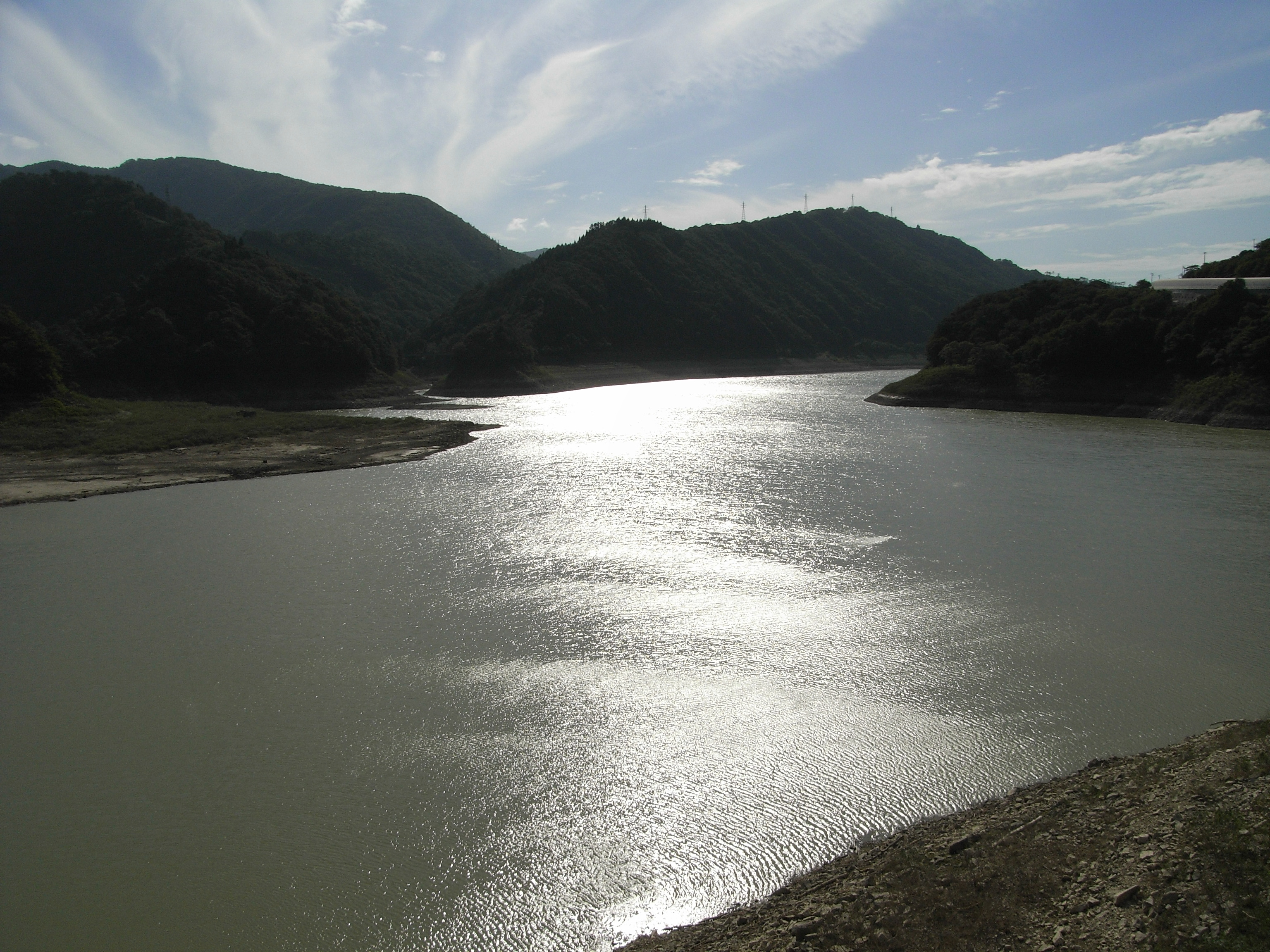
錦秋湖

和賀川（わがかわ）は、北上川水系北上川支流の一級河川である。
岩手県南西部を流れる北上川の支流。全長約80km。奥羽山脈に属する和賀岳東麓に源を発し、真昼山地東麓の川舟断層に沿って南流し、西和賀町川尻で鬼ヶ瀬川を合わせて東流し、黒沢尻付近で北上川に注ぐ。上流から中流にかけては豪雪地帯で、川沿いの国道107号はしばしば雪崩によって閉鎖される。

## 歴史
- 1947年 - 7月、8月に集中豪雨があり氾濫、堤防の決壊が発生[1]。さらに9月にはカスリーン台風が襲来し、被害多数。
- 1965年 - 中流部の大荒沢に多目的の湯田ダムが完成、人造湖は錦秋湖と名付けられた。3つの発電所が操業している。
- 2010年 - 北上川上流洪水予報の対象に和賀川が追加。洪水予報基準点は男山[2]。

## 動植物
主に、イワナ、ヤマメ、ウグイ、カジカ、アユなどが生息する。